# ストリートファイター ザ・ムービー
『ストリートファイター ザ・ムービー』 (STREET FIGHTER THE MOVIE) は、1995年5月30日に稼動を開始したカプコンのアーケード用2D対戦型格闘ゲーム。開発元は米国インクレディブルテクノロジーズ社。

## 概要
1994年に公開されたアメリカ映画『ストリートファイター』の実写映像を使用した格闘ゲームである。本作の稼働の約1か月後には『ストリートファイターZERO』も稼働を開始している。
本作の後、1995年8月に同じく実写映画版を基にした家庭用ソフト『ストリートファイター リアルバトル オン フィルム』（以下『RBOF』）が発売されており、その見た目やコンセプトが類似しているが、両作品のゲーム内容は大幅に異なる。北米版では家庭用版もタイトルが "Street Fighter: The Movie" であるが、これはアーケード版の移植ではなく、日本版『RBOF』と同じ内容になっている。
家庭用『RBOF』は『スーパーストリートファイターIIX』（以下『スパIIX』）のシステムをベースとしており、従来の操作形態に近いゲーム性になっているが、一方で本作『ザ・ムービー』は元のゲームである『ストリートファイターII』（以下『ストII』）とはかけ離れたゲーム内容となっている。サガットやバイソン将軍（ベガ）が怪光線を放つなどの新技や、瀕死時に使用できるデンジャー必殺技、体力回復技、連続投げ返しといった独自システム、ボタンを押しっぱなしにして離すなどの複雑なコマンドが多数登場し、『ストII』とはゲーム性が大幅に異なっている。必殺技同士の連係技・連続技などの存在により、空中で連続技が多く繋がり、全キャラクターに即死コンボなどが存在するなど、独自色が強い。
なお、本作は映画版のストーリーを基にしているため、キャラクターの名前は映画および欧米のゲーム版に準拠し、一部の名前が日本のゲーム版から入れ替わっている。インストラクションカードでは映画での名前の後ろに日本版ゲームでの名前が括弧書きで併記されている。
| 立ち位置         | 日本版ゲームの名称     | 映画および欧米版の名称   |
| ---------------- | ---------------------- | ------------------------ |
| 黒人のボクサー   | M.バイソン（M. Bison） | バルログ（Balrog）       |
| スペイン人の闘士 | バルログ（Balrog）     | ベガ（Vega）             |
| シャドルーの首領 | ベガ（Vega）           | バイソン将軍（M. Bison） |
| 黒い道着の格闘家 | 豪鬼（Gouki）          | アクマ（Akuma）          |

## システム
吹き飛び中も食らい判定が残存している空中コンボや、制限はあるが、必殺技を他の必殺技でキャンセルできるなどの他に、連続投げ返しや回復技などのシステムがある。また、一部のキャラクターが中以上の攻撃を連打キャンセルできたり、飛び道具の軌道をずらすことも可能。
ボタン離しコマンド
本作の必殺技のコマンドには、特定のボタンを押したままの状態でレバーを操作し、その後ボタンを離すことで発動するという形式の技が多く存在している。
デンジャー必殺技
体力ゲージが減少し「DANGER」表示となっている時に使用可能。超必殺技に相当し、各キャラクターが1種類ずつ所持している（アーケインとカイバーを除く）。スーパーコンボゲージは消費しないため通常のスーパーコンボと使い分けられる。
回復技
その場に留まり体力ゲージを少し回復する技。全キャラクター共通のシステムだがスーパーコンボの一種として扱われており、スーパーコンボゲージを消費する。各キャラクター毎にコマンドが異なっている。回復中は隙を晒すことになるため、逆にピンチになることもある。
投げ返し
通常投げを喰らったキャラクターが特定のコマンドを入力することで投げ返せるシステム。さらに投げ返しを逆に返すことも可能で、順に「COUNTER」、「REVERSAL」、「SLAM MASTER」と呼称される。最終的には最初に投げられた側が「SLAM MASTER」を行える。
対戦キャラクター毎に抜けるためのコマンドが異なり、投げ返しの途中とスラムマスター（フィニッシュ）でもそれぞれコマンドが異なる。例えばリュウとガイルが戦っている場合、リュウが投げた際にガイル側はリュウ用の投げ返しコマンドを入力し、投げ返されたリュウ側は今度はガイル用の投げ返しコマンドを入力してそれを返し、その後ガイル側はリュウ用のスラムマスターのコマンドで返す必要がある。このため、的確に投げ返すためには全員分各2種類のコマンドを把握しなければならない。
受け身（投げ抜け）
通常投げを喰らった際に投げを外せるシステム。こちらは全キャラクター共通でレバー左右どちらか+いずれかのボタン4つ以上同時押しとなっている。前述通り、的確に投げ返し合戦を行った場合は最初に投げた側が最終的に不利になるため、途中で投げ抜けを行うという選択肢がある。

## 登場キャラクター

### 通常キャラクター
『スパIIX』や『RBOF』とは登場するキャラクターが一部異なる。
ガイル大佐 (Colonel William F. Guile)
演 - Jean-Claude Van Damme
本作の主人公。性能がかなり優遇されたキャラクター。
キャミィ (Cammy)
演 - Kylie Minogue
鞭を使った技などが追加されている。
キャプテン・サワダ (Captain Sawada)
演 - 沢田 謙也
本作では『RBOF』とは技構成が異なり、刀技と蹴り技を中心に戦う。必殺技ではハラキリは行わないが、決勝ラウンドでタイムアップ負けするとそれを見ることが可能。
チュンリー (Chun-Li Zang)
演 - Ming-Na Wen

E・ホンダ (E. Honda)
演 - Peter Tuiasosopo

バルログ（バイソン） (Balrog)
演 - Grand L. Bush
日本版『ストII』での名前はバイソン。
リュウ (Ryu Hoshi)
演 - Byron Mann
ファイアー波動拳の威力が高めに設定されている。
ケン (Ken Masters)
演 - Damian Chapa

ブレード (Blade)
演 - Alan Noon
映画に登場したバイソン軍の突撃兵「バイソントルーパーズ」の一人（ブレードという個別名が登場したのは本作のみ）。映画と同じく赤い衣装を纏い、マスクで顔を隠している。体中に仕込んだ刃物を使った必殺技を持つ。家庭用『RBOF』ではゲーム上で戦うキャラクターとしては登場しない。
ゲームに登場するブレードの正体はガイル大佐の兄弟もしくは同志のガンロックという男であり、彼は密かにシャドルー・ギャング内部へ潜入し、戦闘員に紛れ込んでスパイ活動を行っていた。なお、ガンロックは『マッスルボマー』の北米版『Saturday Night Slam Masters』に登場したキャラクター（設定は異なるが、日本版でのラッキー・コルトに当たる人物）だが、原作のガンロックはガイルの親戚もしくは関係者という設定。
ベガ（バルログ） (Vega) ：Jay Tavare
日本版『ストII』での名前はバルログ。ゲーム同様に仮面や爪を付けており、試合中に落とすことがある。しゃがみ強パンチは最大3発までつながる。
サガット (Viktor Sagat)
演 - Wes Studi
目から怪光線を放つ「イーブルアイ」というオリジナル必殺技を持っている。
ザンギエフ (Zangief)
演 - Andrew Bryniarski
実写ながら外見は『ストII』のザンギエフとそっくりだが、リーチの長いキックが強力など性能は全く違う。

バイソン将軍（ベガ） (General Bison)
演 - Raúl Juliá、Darko Tuscan
日本版『ストII』での名前はベガ。最終ボスとして登場。一部の演技は代役のDarko Tuscanによるもの。
さらにタッグチームモードでは真ボスとして、黒いカラーで性能が大幅に強化されたバイソン将軍が2人登場する。
アクマ（ゴウキ） (Akuma)
演 - Ernie Reyes Sr.
日本版『スパIIX』や『RBOF』での名前は豪鬼。本作では隠しキャラクターではなく、最初から選択できる。本作で使用する「瞬獄殺」はガード可能の連続攻撃であり、後のシリーズとは全く異なる技となっている。映画では登場しておらず、ゲームだけの出演である。

### 隠しキャラクター
ブレードの色違いで性能が異なるキャラクター。これらの色違いの衣装の突撃兵は本作独自のもので、映画および家庭用『RBOF』には登場しない。また、エンディングはブレードと同じものになっている。
アーケインとカイバーはCPU戦で条件を満たすと乱入キャラクターとしても登場する。
アーケイン (Arkane)
演 - Alan Noon
青い衣装の突撃兵。テレポートや手足が伸びる必殺技を持つ。
カイバー (Khyber)
演 - Alan Noon
黄色い衣装の突撃兵。『ストII』のダルシムが使う必殺技に類似した火炎放射系の必殺技を使用する。
エフセブン (F7)
演 - Alan Noon
黒い衣装の突撃兵。ブレード、カイバー、アーケインの全ての技が使用可能。

## 開発
ゲーム用の撮影作業は映画の撮影と平行して行われており、カプコンのアーケードとコンシューマー両開発部のトップが撮影地のオーストラリアに数か月滞在し、映画制作の合間を縫って出演者たちのアクションポーズを収録した。収録された画像素材を使ってインクレディブルテクノロジーズにより本作が開発されるが、インクレディブルテクノロジーズにはアクションゲームの開発経験がほとんどなく、カプコンのインターフェイスやキャラクター挙動を真似ずに独自の判断で作業を進めようとしており、開発作業の監督のためにシカゴ郊外に出張したカプコンの岡本吉起とあきまん（通訳として秋友克也が同行）が、格闘ゲームの基礎を説くために1か月を費やした。

## その他
隠しコマンドを入力することで、『ストII』のBGMに切り替えたり、2体のキャラクターを選んで戦うタッグチームモード、ライフゲージが見えなくなるノーライフモード、ステージ上のオブジェクトが爆発、などの隠し要素が存在する。
元々は本作オリジナルキャラクターであったブレード、アーケイン、カイバー、F7の4名については、2016年6月3日より『ストリートファイターV』公式サイト内のコンテンツ「シャドルー格闘家研究所」のキャラ図鑑にて同作品内での新たな設定が与えられており、そこではシャドルーの北米支部の戦闘員「シャドルー・トルーパーズ」のメンバーたちとされている。